# Vogeotte du Doubs
La Vogeotte du Doubs est une créature fantastique, il s'agit d'une sorte d'ondine à la peau verte et aux doigts en forme de crochets qui se cache sous un pont dans le Doubs d'où elle essaie de saisir les enfants qui  viennent au bord de l'eau et passent à sa portée pour ensuite les donner à manger à ses poissons. On suppose que cette légende avait pour but de prévenir les noyades chez les enfants trop curieux.